# 壯瞥站

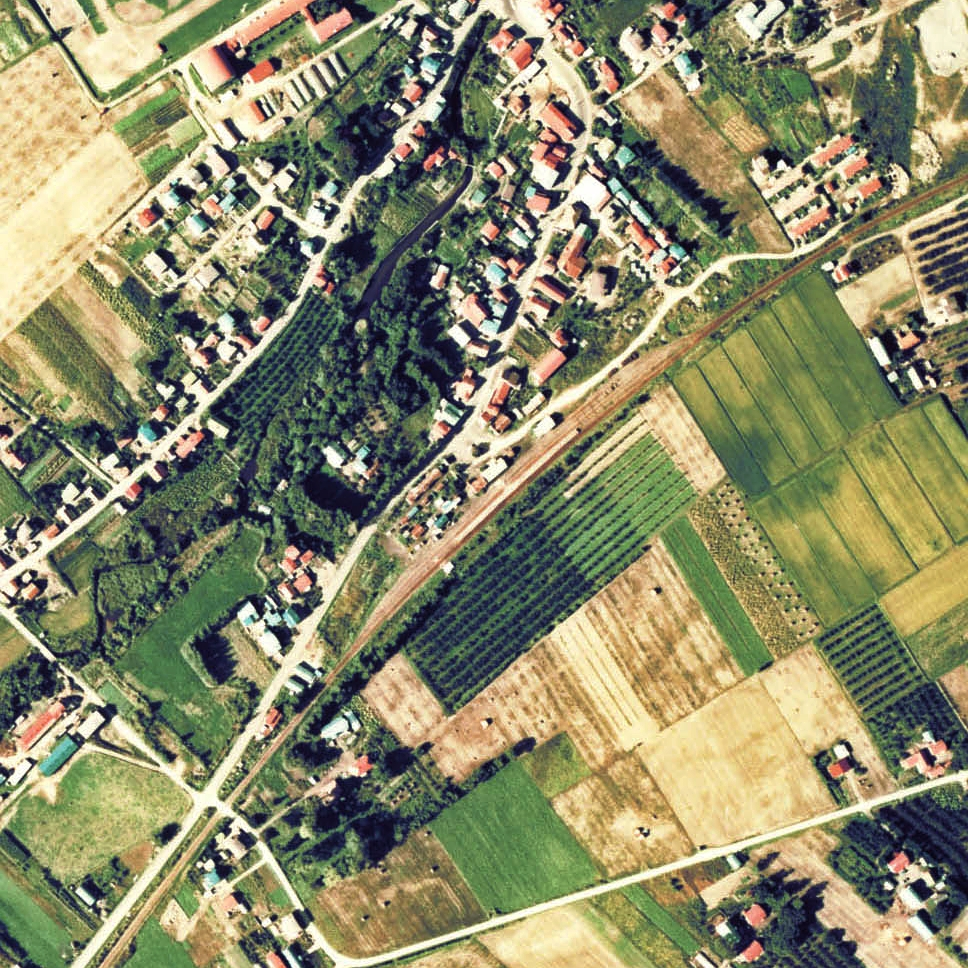
1976年的壯瞥站與方圓約500米範圍。左下方是伊達紋別方向。

壯瞥站（日语：／ Sōbetsu eki */?）是位於北海道有珠郡壯瞥町字瀧之町，日本國有鐵道的膽振線車站（廢站）。隨著膽振線廢除，車站在1986年（昭和61年）11月1日廢除。
在1980年（昭和55年）9月前行走的急行「膽振」停靠此站。

## 歷史
- 1940年（昭和15年）12月15日 - 膽振縱貫鐵道伊達紋別站至德舜瞥站（後來為新大瀧站）之間開通，此站啟用。當時為一般車站[1]。
- 1943年（昭和18年）至1945年（昭和20年），由於昭和新山火山活動活躍，上長流站至此站之間的路線時常不能通行，路線經常變更。
- 1944年（昭和19年）7月1日 - 膽振縱貫鐵道在戰時被收購，鐵路線國有化。路線名改為膽振線[1]。
- 1971年（昭和46年）10月1日 - 結束處理貨物[1]。
- 1980年（昭和55年）5月15日 - 成為業務委託車站[3]。
- 1984年（昭和59年）2月1日 - 結束處理行李[1]。
- 1986年（昭和61年）11月1日 - 膽振線全線廢除，此站也廢除[2]。

### 站名的由來
車站名稱取自所在地名。地名源自阿伊努語的「ソーペツ」，其意思為「瀧之川」。該瀧（即瀑布）是指洞爺湖流出至壯瞥川的壯瞥瀑布。

## 車站構造
截至車站廢除前，此站是地面車站，設有1面1線的島式月台（只使用單邊）。月台位於路軌東北邊（俱知安方向的列車會開啟左邊車門）。曾經此站設有1面2線的島式月台，當時可進行列車交會。靠近車站大樓的1線在廢除交會設備後，俱知安一方的轉轍器和部分路軌被撤走，變成了側線，該處停泊了維護路軌專用的軌道工程車。
此站是業務委託車站。車站大樓位於站內東北方，鄰接站內平交道，跨越側線可前往月台。
站前廣場設有迴旋路，該處種植了東北紅豆杉。

## 使用狀況
- 在1981年度（昭和56年度），1日上下車人次為215人[4]。

## 車站周邊
- 北海道道233號伊達洞爺線（日语：北海道道233号伊達洞爺線）[6] - 現時：國道453號（日语：国道453号）（有珠國道）。
- 北海道道2號洞爺湖登別線（日语：北海道道2号洞爺湖登別線）[6]
- 北海道道519號瀧之町伊達線[6]
- 道之驛壯瞥情報館i（日语：道の駅そうべつ情報館i(アイ)）
- 壯瞥町公所
- 伊達警署（日语：伊達警察署 (北海道)）壯瞥駐在所
- 壯瞥郵局
- 北海道壯瞥高等學校（日语：北海道壮瞥高等学校）
- 壯瞥町立壯瞥中學
- 壯瞥町立壯瞥小喻
- 壯瞥神社[6]
- 伊達信用金庫（日语：伊達信用金庫）壯瞥分店
- 洞爺湖農業協同組合（日语：とうや湖農業協同組合）（JA洞爺湖）壯瞥分所
- 橫綱北之湖紀念館
- 壯瞥溫泉 - 車站西邊約2.5公里[4]。
- 洞爺湖[6]
- 壯瞥川、長流川（日语：長流川）[6]
- 昭和新山 - 車站西南方約2公里[4]。
- 道南巴士（日语：道南バス）「壯瞥役場前」巴士站 - 膽振線替代巴士服務、室蘭市方向、洞爺湖溫泉（日语：洞爺湖温泉）方向和洞爺村方向的巴士停靠此站。

## 現況
截至1997年（平成9年），站內還有2座月台。舊站內變成積雪廣場。截至2010年（平成22年），月台與路軌遺址平整為平地，變成道路，同時設置了道南巴士「壯瞥役場前」巴士站。
另外，此站靠近伊達紋別一方，於昭和新山的山麓附近，保留了跨越壯瞥川的鐵橋橋柱。截至1997年（平成9年），由於當地樹林茂密而難以探訪。截至2011年（平成23年），建設了「昭和新山鐵橋遺構公園」。
在此站靠近伊達紋別一方，「紫明苑」巴士站附近的國道上，設有指示舊線遺址的「國鐵膽振線蹟」之信息塔。
舊車站大樓在1987年（昭和62年）3月31日，日本電視台播映的中被拍賣。後來大樓遷移至奄美大島的奄美島。在2010年（平成22年）發生了水災和泥沙災害，使奄美島受到重大傷害，舊車站大樓也有損傷。後來經過修理後繼續保留，截至2020年（令和2年）還存在。

## 相鄰車站
日本國有鐵道
膽振線
上長和－壯瞥－久保內

## 注腳
1. 1 2 3 4 5 6  石野哲（編）. . JTB. 1998: 858. ISBN 978-4-533-02980-6 （日语）.
2. 1 2  . 官報. 1986-10-14 （日语）.
3. ↑  . 交通新聞 (交通協力会). 1980-05-18: 1 （日语）.
4. 1 2 3 4 5 6 7  書籍《国鉄全線各駅停車1 北海道690駅》（小學館，1983年7月發行）92頁。
5. ↑  書籍《追憶の鉄路 北海道廃止ローカル線写真集》（著：工藤裕之，北海道新聞社，2011年12月發行）280頁。
6. 1 2 3 4 5 6  書籍《北海道道路地図 改訂版》（地勢堂，1980年3月發行）41頁。
7. 1 2 3  書籍《鉄道廃線跡を歩くIII》（JTB出版，1997年5月發行）40-41頁。
8. 1 2 3  書籍《新 鉄道廃線跡を歩く1 北海道・北東北編》（JTB出版，2010年4月發行）154-156頁。